# Sheehanara
× Sheehanara, (abreviado Shn) en el comercio, es un híbrido intergenérico entre los géneros de orquídeas Ascoglossum × Renanthera × Trichoglottis. Fue publicado en Orchid Rev.  104: 276 (1996).